# قطع مختارة
قطع مختارة أو غراميات متعلم جزار هي رواية من تأليف الكاتب المغربي محمد نضالي،صدرت رواية قطع مختارة: غراميات متعلم جزار لأول مرة باللغة الفرنسية، ثم ترجمها إلى العربية كل من حسان بورقية ومحمد الناجي بدعم من القسم الثقافي بالسفارة الفرنسية في المغرب ووزارة الثقافة المغربية لتصدر النسخة المترجمة إلى العربية عام 2003 عن دار منشورات الفنك. كما ترجمت الرواية أيضًا إلى اللغة الإنجليزية على يد المترجم أندريه نفيس. تحولت الرواية إلى فيلم سينمائي صدر عام 2011 للمخرج المغربي عبد الحي العراقي بعنوان «جناح الهوى».

## موضوع الرواية
رواية قطع مختارة هي رواية إيروتيكية تدور أحداثها في المدينة القديمة بمراكش حول شاب يفتنه اللحم منذ صغره فيصبح متعلما لمهنة الجزارة، وبمرور الوقت يصبح المتعلم معلما وخبيرا في لحوم النساء يلاحق زبوناته الحسناوات لاهثا وراء الملذات الحسية.

## شخصيات الرواية
- التهامي بن العادل: بطل الرواية، شاب من أسرة محافظة وسليل ذرية عدول، يتمرد على تقاليد العائلة ليصبح متعلماً في مهنة الجزارة. يتحول لاحقًا إلى جزار ماهر، لكنه أيضًا خبير في "لحوم النساء"، في سرد ساخر يمزج بين الشبق الحسي والنقد الاجتماعي .
- زينب: امرأة متزوجة غير راضية عن حياتها الزوجية، تدخل في علاقة جسدية مع التهامي، وتصبح محورًا لرغباته وتخيلاته .
- عمر: صديق التهامي، يمثل صوتًا موازياً في الرواية، وقد يكون مرآة لبعض جوانب التهامي أو نقطة توازن في السرد.
- لحاجة: امرأة ذات ماضٍ حافل باللذة، تساعد التهامي وزينب في تدبير لقاءاتهما السرية، وتضفي على الرواية طابعًا من الحكمة الشبقية.

## أسلوب الرواية
تتميز رواية قطع مختارة: غراميات متعلم جزار بأسلوب سردي يجمع بين اللغة الشعرية والتوصيف الحسي، حيث يوظف الكاتب محمد نضالي لغة غنية بالرموز والتشبيهات لتصوير الجسد واللحم في سياق إيروتيكي ساخر. تتداخل في النص مستويات لغوية متعددة، من الفصحى إلى الإحالات الثقافية الرفيعة، مما يمنح الرواية طابعًا موسوعيًا يتقاطع فيه التراث العربي (طوق الحمامة، ألف ليلة وليلة) مع المرجعيات الغربية (كازانوفا، تينيسي ويليامز). ويعتمد السرد على صوت داخلي متأمل، يخلط بين المونولوجات والتداعيات الحرة، في بناء سردي يزاوج بين الواقعية الحسية والتخييل الرمزي، مع حضور مكثف للفضاء المراكشي كخلفية سردية نابضة بالحياة

## من رواية إلى فيلم
تحولت رواية قطع مختارة: غراميات متعلم جزار إلى فيلم سينمائي بعنوان جناح الهوى سنة 2011، من إخراج عبد الحي العراقي وبطولة عمر لطفي، وداد إلما، إدريس الروخ، وأمل عيوش. يستلهم الفيلم أحداث الرواية التي تدور في المدينة القديمة بمراكش، حيث يتتبع قصة التهامي بن العادل، الشاب الذي يتمرد على تقاليد أسرته المحافظة ليغوص في عوالم الجسد والرغبة من خلال مهنة الجزارة. وقد أثار الفيلم جدلاً واسعًا بسبب جرأته في تناول الموضوعات الإيروتيكية، وتعرض لانتقادات من بعض الأوساط المحافظة، خاصة بعد مشاركته في مهرجانات دولية مثل مهرجان إشبيلية للسينما الأوروبية

## مقتطفات من الرواية
- «أحب الشحوم الطافحة بالنعومة والصفاء، أحب المخ الموضوع بعناية على سيقان الكزبرة، وقلوب العجول القوية، المنتزعة كأجراس خرساء، كنت أحب حتى الأحشاء الملفوفة، اللامعة، وهي تقطر ماء، وهي لا تزال تنبض بالحياة»
- "كنت أستلذ منظر اللحم وهو يتلوى تحت السكين، كأنني أمارس طقسًا مقدسًا، لا فرق فيه بين الذبيحة والمرأة."

## النقد والاستقبال
لقيت رواية قطع مختارة أو غراميات متعلم جزار للكاتب المغربي محمد نضالي استقبالًا نقديًا متنوعًا، إذ أثارت جدلًا واسعًا بسبب جرأتها في تناول موضوعات الجسد والرغبة ضمن سياق اجتماعي محافظ. وقد أشاد بعض النقاد بأسلوبها الساخر ولغتها الشعرية الغنية بالرموز، معتبرين أنها تمثل تجربة سردية فريدة تمزج بين الواقعية الحسية والتخييل الرمزي، بينما رأى آخرون أنها تلامس حدود الأدب الإيروتيكي بشكل مباشر، مما جعلها عرضة للانتقاد الأخلاقي. وقد ساهم تحويل الرواية إلى فيلم سينمائي بعنوان جناح الهوى عام 2011 في توسيع دائرة الاهتمام بها، حيث اعتُبرت نموذجًا لتقاطع الأدب المغربي المعاصر مع قضايا الهوية، الرغبة، والتمرد على التقاليد

## الجوائز
فازت رواية قطع مختارة: غراميات متعلم جزار بجائزة الطلاب التي تمنحها مدرسة لالة عاشة ومدرسة عمر الخيام الثانويتين بالرباط، كما حصل الكاتب محمد نضالي في عام 2005 على جائزة الأطلس الكبير التي تقدمها السفارة الفرنسية في المغرب في دورتها الثالثة على نفس الرواية.

## وصلات خارجية
- صفحة رواية قطع مختارة على موقع جود ريدز